# Drążno (województwo kujawsko-pomorskie)
Drążno – wieś w Polsce położona w województwie kujawsko-pomorskim, w powiecie nakielskim, w gminie Mrocza.

## Podział administracyjny
W latach 1975–1998 miejscowość administracyjnie należała do województwa bydgoskiego.

## Demografia
Według Narodowego Spisu Powszechnego (III 2011 r.) liczyła 341 mieszkańców. Jest piątą co do wielkości miejscowością gminy Mrocza.